# Provincia de Nueva Andalucía y Urabá
La gobernación o provincia de Nueva Andalucía y Urabá o simplemente provincia de Nueva Andalucía, fue una entidad política creada en la región occidental del Reino de Tierra Firme — parte de la actual Colombia — que comprendía los territorios del Caribe neogranadino.

## Historia
En el año 1508 la Junta de Burgos dispuso la creación de las dos primeras gobernaciones del Reino de Tierra Firme en el actual territorio colombiano: la Gobernación de Urabá, llamada también "Nueva Andalucía" (que luego se fragmentaría en las de Santa Marta y Cartagena) a cargo de Alonso de Ojeda iba desde el cabo de la Vela hasta el golfo de Urabá, y la Castilla de Oro a cargo de Diego de Nicuesa (ubicada mayormente en el istmo de Panamá) iba de Urabá hasta el cabo Gracias a Dios, y ambas dependían de la Real Audiencia de Santo Domingo.
Alonso de Ojeda, descubridor del cabo de la Vela, salió de Santo Domingo con dos bajeles, dos bergantines, 300 hombres y 12 yeguas de vientre rumbo al continente. Entre sus acompañantes estaban Francisco Pizarro y Juan de la Cosa, este último como alguacil mayor de la nueva provincia.
Ojeda ancló en Codego, donde fue batido por los indígenas turbacos, en tanto Juan de la Cosa murió en uno de los combates. Nicuesa partió en ayuda de Ojeda y juntos batieron a los turbacos y pasaron a la isla Fuerte, y de allí a Urabá donde a finales de 1509 fundó el primer asentamiento español en territorio continental con el nombre de San Sebastián de Urabá, un fortín precario y rústico cercado, pero que duró apenas hasta junio de 1510 pues fue abandonado por los españoles al ser atacado e incendiado por los indígenas de la región. Ojeda partió entonces hacia Santo Domingo, donde pereció.
Tras dicho fracaso esta división no duró mucho. En 1513 la corona española suprimió la gobernación de Nueva Andalucía y puso sus territorios bajo la administración de la gobernación de Castilla de Oro, y nombró a Pedro Arias Dávila como gobernador.